# Gelsenkirchen-Scholven
Scholven ist der nördlichste Stadtteil der kreisfreien Stadt Gelsenkirchen und wird gebildet aus den Teilen Oberscholven (Norden), Niederscholven (Mitte) und Bülse (Süden).

## Geographie
Scholven liegt im Norden Gelsenkirchens und wird im Westen von der Stadt Gladbeck, im Norden von der Stadt Dorsten und im Nordosten von der Stadt Marl, alle im Kreis Recklinghausen, begrenzt. Im Osten und Süden grenzt Scholven an die Gelsenkirchener Stadtteile Hassel und Buer. Neben diesen beiden zuletzt genannten Stadtteilen zählt Scholven zum Stadtbezirk Gelsenkirchen-Nord. Die innerstädtische Grenze wird im Süden von der Straße Nordring und nach Osten hin von der Autobahn A52 bzw. die alte Bundesstraße B224 gebildet. Durch die Aus-/Auffahrt 43 der Autobahn A52 hat Scholven direkten Zugang zum deutschen Autobahnnetz.

## Geschichte

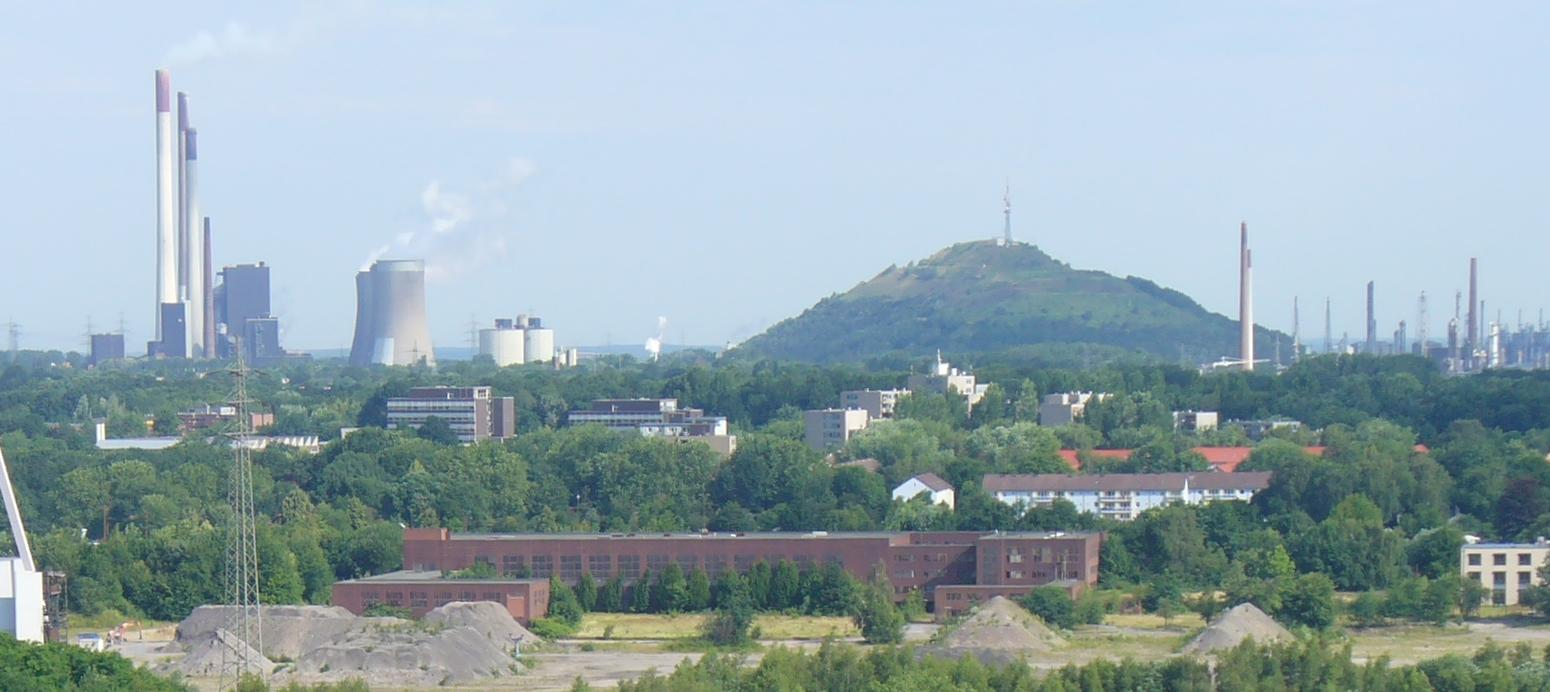
Blick auf die Halde Oberscholven und das Kraftwerk Scholven

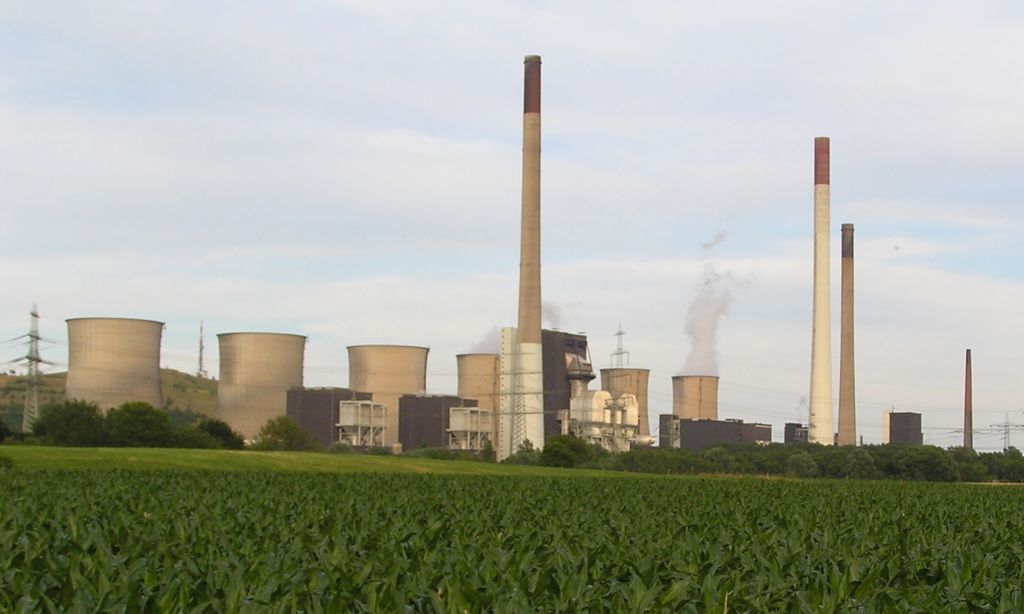
Kraftwerk Scholven von Nordwesten

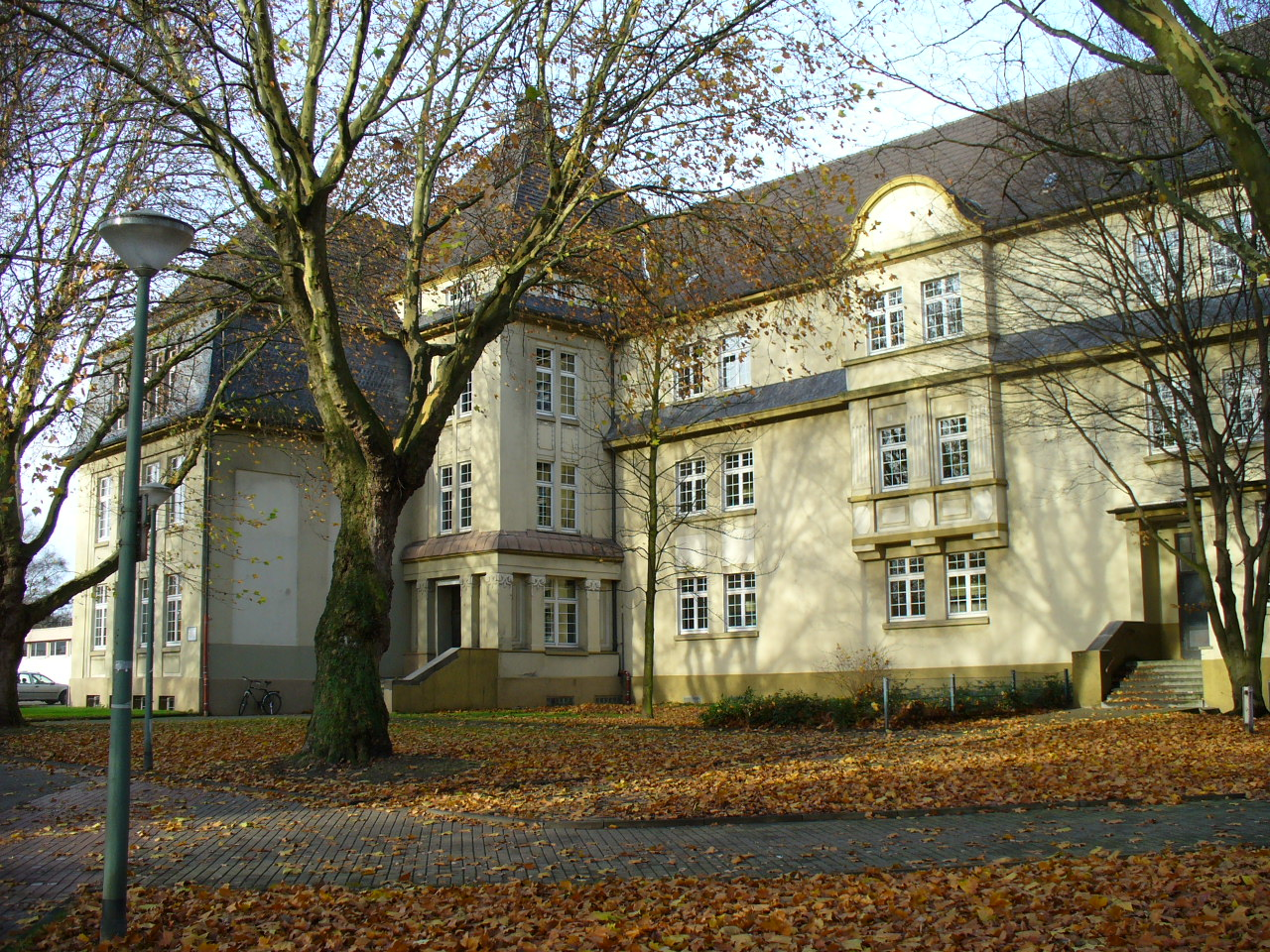
Gemeinschaftsgrundschule Im Brömm

Obwohl bereits im frühen Mittelalter als Sculven erwähnt, war Scholven auch noch zu Beginn des 20. Jahrhunderts eine Bauerschaft mit vielen Wiesen und Äckern, mit Wald und Heide, standen Gehöftgruppen, Einzelhöfe der Bauern und Kötterhäuser von Oberscholven bis Niederscholven und Bülse. Scholven war eine der vielen Bauerschaften rund um das Kirchspiel und die Freiheit Buer. Aber schon drang die Kunde von jenseits der Emscher herüber, wie das Vordringen des Steinkohlebergbaus zwischen 1860 und 1873 in Gelsenkirchen Leben und Landschaft veränderte.
Die Zechen Dahlbusch in Rotthausen, Wilhelmine Victoria in Heßler, Holland in Ückendorf und Nordstern in der alten Freiheit Horst begannen in diesen Jahren mit der Förderung. Nach dem Abteufen des ersten Schachts der Zeche Hugo in Buer 1873 und der Aufnahme der Kohleförderung im Jahre 1877 rückte die Industrie näher. Die Hibernia-Zechen im Buerschen Norden begannen mit dem Abteufen des jeweils ersten Schachts auf Bergmannsglück 1903, auf Westerholt 1907 und schließlich auf Scholven 1908. Die Förderung begann in Scholven im Jahre 1910.
Gleichzeitig mit dem Bau der Zeche Scholven und der Kokerei entstand in wenigen Jahren eine Zechenkolonie. Schmucke Zwei- und Vierfamilienhäuser, alle mit eigenem Garten und Stall, waren bei den Bergarbeitern begehrt und lockten sie aus vielen deutschen Gegenden, vornehmlich aber aus Ostpreußen und Schlesien, in das neue Bergarbeiterviertel.
Noch lange nach dem Bau der Zeche und der Zechenkolonie, der Kokerei und des Hydrierwerks Scholven (heute BP Gelsenkirchen) blieb Scholven der Stadtteil Gelsenkirchens mit der größten landwirtschaftlich genutzten Fläche, vor allem im nördlichen Bereich jenseits des Zechentores an der Glückaufstraße. Bereits 1935 mit dem Bau des Hydrierwerks und der Ausweitung des Werksgeländes nach dem Zweiten Weltkrieg zur Veba-Chemie (Ruhr-Öl GmbH) nach Westen bis über die Grenze der ursprünglichen Zechenkolonie hinaus, vor allem nach Osten und Norden bis zum Bellendorfsweg, ging immer mehr Agrarfläche verloren. So ist inzwischen jeder Grenzgang in den Ortsteil Hassel verbaut. Heute ist fast vergessen, dass diese beiden Ortsteile einen vormals fußläufig leicht erreichbaren Nordfriedhof an der Pawiker Straße teilten, dessen Reste noch vorhanden sind.
Im Zweiten Weltkrieg wurden die Industrieanlagen ebenso wie die sonstigen Gebäude des Stadtteils weitestgehend zerstört. Die Aufschüttung der ersten Großhalde nach dem Zweiten Weltkrieg an der nördlichen Feldhauser Straße, der Bau des Großkraftwerks (ehemals Veba Kraftwerke Ruhr AG (VKR), heute Uniper Kraftwerke) seit 1968 nördlich der ehemaligen Zechenanlage und die Aufschüttung der zweiten Großhalde östlich der alten Dorstener Straße im Bereich Auf der Kämpe sind die letzten Stationen der Industrieausweitung und des Rückgangs der Bauerschaft auch im Norden des Stadtteils. Das 1988 erbaute Gipswerk verdrängte dann noch die alte Schrebergartenanlage an der Feldhauser Straße, jedoch ist dies durch die Schaffung einer neuen Schrebergartenanlage westlich der Buddestraße und südlich der Metterkampstraße kompensiert worden.
Heute existieren in Scholven faktisch zwei Stadtteilzentren. Zum einen der Bereich des Marktplatzes ‚Im Brömm’ mit Geschäften, Grundschule, Katholischer, Evangelischer und Neuapostolischer Kirche und zum anderen der Bereich um die Bülseschule.

## Bevölkerung
Zum 31. Dezember 2023 lebten 9.425 Einwohner in Scholven.
- Anteil der weiblichen Bevölkerung: 49,1 % (Gelsenkirchener Durchschnitt: 50,5 %)[2]
- Anteil der männlichen Bevölkerung: 50,9 % (Gelsenkirchener Durchschnitt: 49,5 %)[3]
- Ausländeranteil: 18,0 % (Gelsenkirchener Durchschnitt: 26,0 %)[4]

Bevölkerungsentwicklung
| Jahr | Einwohner |
| ---- | --------- |
| 1924 | 8744      |
| 1925 | 8375      |
| 1926 | 8323      |
| 1927 | 8639      |
| 1928 | 8384      |
| 1929 | 8402      |
| 1930 | 8556      |
| 1931 | 8572      |
| 1932 | 9018      |
| 1933 | 9129      |
| 1934 | 8924      |

| Jahr | Einwohner |
| ---- | --------- |
| 1935 | 9084      |
| 1936 | 8922      |
| 1937 | 8903      |
| 1938 | 8787      |
| 1939 | 8697      |
| 1940 | 9291      |
| 1941 | 9297      |
| 1942 | 9390      |
| 1943 | 8928      |
| 1944 | 6930      |
| 1945 | 4727      |

| Jahr | Einwohner |
| ---- | --------- |
| 1946 | 4920      |
| 1948 | 5514      |
| 1950 | 6467      |
| 1953 | 9552      |
| 1955 | 9770      |
| 1956 | 10.041    |
| 1957 | 10.406    |
| 1958 | 10.387    |
| 1959 | 10.178    |
| 1960 | 10.048    |
| 1961 | 9909      |

| Jahr | Einwohner |
| ---- | --------- |
| 1962 | 9879      |
| 1963 | 9628      |
| 1964 | 10.255    |
| 1965 | 10.508    |
| 1966 | 10.419    |
| 1967 | 10.440    |
| 1968 | 10.518    |
| 1969 | 10.359    |
| 1970 | 10.965    |
| 1971 | 11.188    |
| 1972 | 11.076    |

| Jahr | Einwohner |
| ---- | --------- |
| 1973 | 10.560    |
| 1974 | 10.359    |
| 1975 | 10.135    |
| 1976 | 9877      |
| 1977 | 9630      |
| 1978 | 11.539    |
| 1979 | 11.841    |
| 1980 | 12.025    |
| 1981 | 12.032    |
| 1982 | 11.587    |
| 1983 | 11.920    |

| Jahr | Einwohner |
| ---- | --------- |
| 1984 | 11.580    |
| 1985 | 11.427    |
| 1986 | 11.294    |
| 1987 | 11.351    |
| 1988 | 11.241    |
| 1989 | 11.277    |
| 1990 | 11.369    |
| 1991 | 11.290    |
| 1992 | 11.274    |
| 1993 | 11.241    |
| 1994 | 11.150    |

| Jahr | Einwohner |
| ---- | --------- |
| 1995 | 11.188    |
| 1996 | 11.075    |
| 1997 | 11.019    |
| 1998 | 10.891    |
| 1999 | 10.723    |
| 2000 | 10.483    |
| 2001 | 10.332    |
| 2002 | 10.256    |
| 2003 | 10.109    |
| 2004 | 9999      |
| 2005 | 9888      |

| Jahr | Einwohner |
| ---- | --------- |
| 2006 | 9781      |
| 2007 | 9693      |
| 2008 | 9661      |
| 2009 | 9545      |
| 2010 | 9363      |
| 2011 | 9293      |
| 2012 | 9218      |
| 2013 | 9320      |
| 2014 | 9451      |
| 2015 | 9471      |
| 2016 | 9452      |

| Jahr | Einwohner |
| ---- | --------- |
| 2017 | 9128      |
| 2018 | 9067      |
| 2019 | 9007      |
| 2020 | 8996      |

## Öffentlicher Personennahverkehr
Im öffentlichen Personennahverkehr in Scholven verkehren die Buslinien 247, 255 der Vestischen Straßenbahnen GmbH (Vestische) sowie die Schnellbuslinie SB28 der Busverkehr Rheinland GmbH (BVR). Im Nachtverkehr wird die Vest-Linie NE2 angeboten.
| Linie     | Verlauf | Takt (Mo–Fr)                                         | Betreiber       |
| --------- | --- | ---------------------------------------------------- | --------------- |
| SB28      | Gelsenkirchen-Buer Rathaus – Gelsenkirchen-Buer Nord Bf – Gelsenkirchen-Hassel – Oberscholven – Ulfkotte – Feldmark – Dorsten Willy-Brandt-Ring – Dorsten ZOB Weiterfahrt in Dorsten ZOB als Linie SB18 nach Schermbeck | 30 min                                               | DB Rheinlandbus |
| 247 TB247 | Gelsenkirchen-Buer Rathaus – St.-Marien-Hospital Buer – Gelsenkirchen-Scholven – Gladbeck-Zweckel Mentzelstr. (– Breiker Höfe – Gelsenkirchen-Scholven Stadtgrenze) Mentzelstr. – Scholven Stadtgrenze als TaxiBus | 30 min (Buer–Scholven) 60 min (Scholven–Mentzelstr.) | Vestische       |
| 255       | Gladbeck Goetheplatz – Gladbeck Ost Bf – Gladbeck-Zweckel – Gelsenkirchen-Scholven – Gelsenkirchen-Buer, Königswiese – Gelsenkirchen-Buer Rathaus | 20 min                                               | Vestische       |
| NE2       | Bottrop ZOB Berliner Platz – Bottrop-Eigen – Ellinghorst – Gladbeck Goetheplatz – Gladbeck Ost Bf – Gelsenkirchen-Scholven – Bülse – Gelsenkirchen-Buer Rathaus – Gelsenkirchen-Resse – Herten Rathaus (Herten , 300 m) – Herten Mitte (Herten , 500 m) – Disteln Josefstr. – Hochlar – Westviertel Moltkestr. – Paulusviertel Paulusstr. – Viehtor – Recklinghausen Hbf NachtExpress: In den Nächten von Freitag auf Samstag, Samstag auf Sonntag und vor Feiertagen | 60 min                                               | Vestische       |

## Wirtschaft
Wichtigste Wirtschaftsfaktoren und Arbeitgeber im Stadtteil sind die folgenden Unternehmen:
- BP Gelsenkirchen – Großraffinerie
- Kraftwerk Scholven – Kraftwerk der Uniper
- SABIC Polyolefine GmbH – Produzent von Kunststoffgrundlagen
- Saint-Gobain Rigips GmbH – Gipsverarbeitung aus der Rauchgasentschwefelungsanlage des Kraftwerkes
- E.ON Anlagenservice GmbH – Dienstleistungen für Kraftwerke, Energieanlagen und Industriebetriebe
- E.ON Engineering GmbH – Ingenieursdienstleistungen
- E.ON Fernwärme GmbH – Serviceleistungen rund um Fernwärme

## Bildung
Im Stadtteil gibt es 2 Schulen: die Gemeinschaftsgrundschulen Bülsestraße und die GGS Im Brömm. Für den Besuch von Real-, Gesamtschulen und Gymnasien muss der benachbarte Stadtteil Buer genutzt werden.

## Sport
Besondere Bedeutung hat in diesem Stadtteil der Schießsport. In Bülse ist der Luftgewehr-Bundesligist BSV Buer-Bülse 1926 e. V. zu Hause. Im ländlich geprägten Oberscholven wird vor allem Reitsport betrieben. Daneben gibt es auch noch Fußballvereine und einen Tennisclub. Mit dem PBC Scholven ist auch noch ein Schalke 04 Fanclub zuhause, der sich 2008 den Titel des Ruhrpott Master im Hobbyfußball holen konnte.
- BSV Buer-Bülse 1926 e. V.
- Burhofschützen Scholven 1826 e. V.
- DJK SG Borussia Scholven
- Schwarz-Weiß Bülse 1931 e. V.
- SV Hansa-Scholven 1919 e. V.
- Tennisclub Scholven e. V.
- Zucht-, Reit- und Fahr-Verein Gelsenkirchen Scholven e.V
- PBC Scholven